# Circle of Life (serie televisiva)
Circle of Life (Familie Dr. Kleist) è una serie televisiva tedesca andata in onda per nove stagioni su ARD.

## Episodi
In Italia, la serie è trasmessa da Canale 5 da sabato 7 giugno 2008 dalle ore 09:20 alle 10:20; dal 21 giugno 2008 il sabato e la domenica dalle ore 9:50 alle 10:50.
| Stagione         | Episodi | Prima TV originale | Prima TV Italia |
| ---------------- | ------- | ------------------ | --------------- |
| Prima stagione   | 13      | 2004               | 2008            |
| Seconda stagione | 13      | 2006               | 2008-2012       |
| Terza stagione   | 13      | 2008-2009          | 2012            |
| Quarta stagione  | 13      | 2010-2011          | inedita         |
| Quinta stagione  | 13      | 2013-2014          | inedita         |
| Sesta stagione   | 16      | 2016-2017          | inedita         |
| Settima stagione | 16      | 2017-2018          | inedita         |
| Ottava stagione  | 16      | 2018-2019          | inedita         |
| Nona stagione    | 16      | 2019-2020          | inedita         |